# Associazione Sportiva Livorno Calcio
L'Associazione Sportiva Livorno Calcio és un club de futbol d'Itàlia, de la ciutat de Livorno, a Toscana.
Va ser fundat el 1915 amb el nom d'Unione Sportiva Livorno, com a resultat de la fusió dels clubs Virtus Juventusque i SPES Livorno. El 1991 adoptà la denominació d'Associazione Sportiva Livorno. Actualment juga a la Serie B de la lliga italiana.

## Palmarès

### Tornejos nacionals
- Subcampió de la Serie A el 1920 i 1942/43